# Парни побоку
«Парни побоку» (англ. Boys on the Side) — американский комедийно-драматический фильм 1995 года режиссёра Герберта Росса, это была последняя картина, в которой он выступил в качестве режиссёра. Сценаристом выступил Дон Рус.

## Сюжет
Джейн (Вупи Голдберг), певица из ночного клуба, находит по объявлению попутчицу, чтобы добраться из Нью-Йорка в Лос-Анджелес. Ей оказывается Робин (Мэри-Луиз Паркер). Робин, у которой обнаружили положительный диагноз на ВИЧ, пребывает в растерянности, она хочет поменять свою жизнь и именно для этого задумывает поездку. Джейн же просто хочет сменить город.
Во время дороги они становятся друзьями и решают заехать к Холли (Дрю Бэрримор), знакомой Джейн. Холли беременна, они сталкиваются с её сожителем Ником. Ник потерял деньги и считает, что их украла Холли. В ходе конфликта женщинам удается одолеть буйного Ника, они привязывают его к стулу и оставляют. Холли отправляется вместе с ними.
По дороге они узнают, что Ника нашли мертвым и Холли объявлена в розыск. Не доезжая до Лос-Анджелеса, они вынуждены остановиться в Аризоне из-за плохого самочувствия Робин. Робин потеряна, она чувствует, что остается одна со своим страхом смерти. Джейн понимает, что Робин для неё стала значить больше, чем подруга. Беспечная Холли заводит знакомство с полицейским Эйбом (Мэттью Макконахи) и собирается выйти за него замуж.
Напряженность ситуации и отношений повергает женщин в мучительные переживания. Холли вынуждена признаться Эйбу, что она в розыске. Попытка Джейн заботиться о Робин вызывает у той агрессию. Самой же Робин становится всё хуже и хуже.
Холли отдают под суд. Но преданный Эйб остается с ней. Во время заключения у Холли рождается ребёнок. Поддержка Джейн и Робин помогает избежать приговора. Робин и Джейн мирятся. Джейн остается с Робин до самого последнего дня её жизни. Робин понимает, как глубоки были чувства Джейн.

## Актёрский состав
| В ролях          |  | Персонаж   |
| ---------------- |  | ---------- |
| Вупи Голдберг    |  | Джейн      |
| Мэри-Луиз Паркер |  | Робин      |
| Дрю Бэрримор     |  | Холли      |
| Мэттью Макконахи |  | Эйб        |
| Джеймс Ремар     |  | Алекс      |
| Эстель Парсонс   |  | Луиза      |
| Деннис Буцикарис |  | Массарелли |

## Награды
Фильм получил следующие награды:
| Награды            | Награды | Награды           | Награды          | Награды        |
| ------------------ | ------- | ----------------- | ---------------- | -------------- |
| Фестиваль / Премия | Год     | Награда           | Категория        | Победитель     |
| GLAAD Media Awards | 1996    | GLAAD Media Award | Выдающийся фильм | «Парни побоку» |

## Восприятие
Фильм получил положительный отклик от критиков.
На сайте Rotten Tomatoes фильм имеет рейтинг 74 %, что основано на 34 рецензиях критиков со средней оценкой 6 из 10.

### Касса
Фильм не стал хитом кассовых сборов, хотя и убытков не принёс.

## Саундтрек
Саундтрек фильма полностью состоит из работ женщин, в том числе лесбийских икон: Мелиссы Этеридж, Джоан Арматрейдинг и Indigo Girls. Хитовым синглом из саундтрека к фильму стала песня «You Got It», которая достигла места № 33 в чарте синглов Billboard Hot 100.

### Треклист
1. Бонни Райт — «You Got It» — 3:27
2. Мелисса Этеридж — «I Take You with Me» — 4:50
3. Шерил Кроу — «Keep On Growing» — 5:27
4. Indigo Girls — «Power of Two» — 5:23
5. Стиви Никс — «Somebody Stand By Me» — 5:06
6. The Pretenders — «Everyday Is Like Sunday» — 3:42
7. The Cranberries — «Dreams» — 4:32
8. Энни Леннокс — «Why» — 4:54
9. Сара МакЛахлан — «Ol ''55» — 4:14
10. Джоан Арматрейдинг — «Willow» — 4:04
11. Джонелл Моссер — «Crossroads» — 2:49
12. Вупи Голдберг — «You Got It» — 3:03
13. Бонни Райт — «You Got It» — 3:26

Есть несколько песен из фильма, которые не включены в официальный альбом саундтреков, например, версия «Take Me To The River» Тони Чайлдса и версия «Magic Carpet Ride» от Boxing Gandhis.